# Салафия

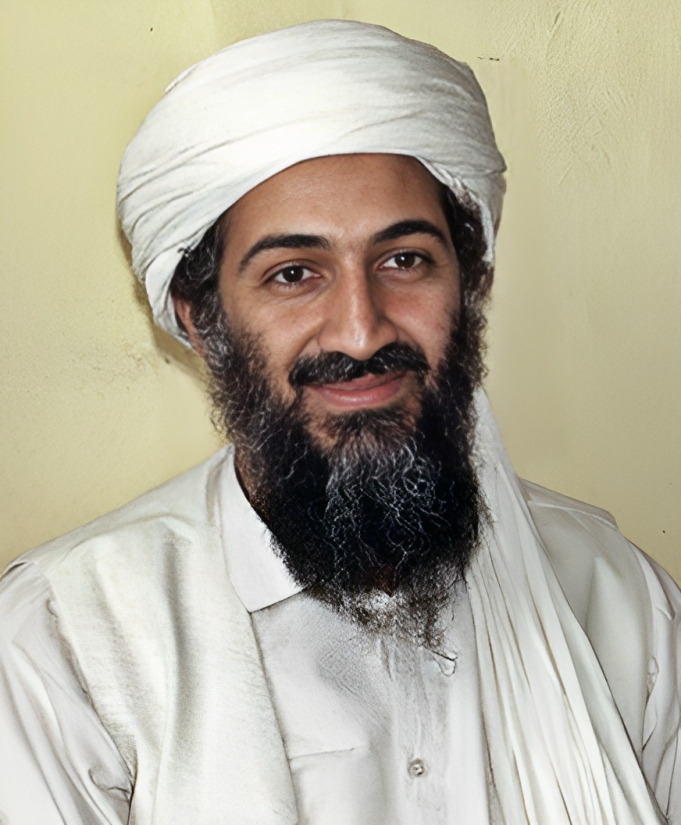
Усама бен Ладен, один из известнейших приверженцев течения «Салафизм». Салафитский джихадист и основатель «Аль-Каиды».

Салафи́я (также салафизм, араб. سلفية‎ от араб. سلف‎ — «предки, предшественники») — движение в суннитском исламе, объединяющее мусульманских религиозных деятелей, которые в разные периоды истории ислама выступали с призывами ориентироваться на образ жизни и веру ранней мусульманской общины, на праведных предков (араб. السلف الصالحون‎ — ас-саляф ас-салихун), квалифицируя как «бида» все позднейшие нововведения в указанных сферах, начиная с методов символико-аллегорической трактовки Корана и заканчивая всевозможными новшествами, привнесёнными в мусульманский мир его контактами с Западом.
Слово салаф («предшествие») в его обычном значении применимо к любому времени, на смену которому приходит другое, и идентично слову «прежде», потому что любой промежуток времени «предшествует» (салиф) времени, наступающему после (халяф — «последующее»). Салафия означает «понимание религии в том виде, в котором её понимал Пророк и его сподвижники», «возвращение к Корану и Сунне» в интерпретации шариатских положений.
К салафитам причисляются, например,  Ахмад ибн Ханбаль, Ибн Таймия, ибн Абд аль-Ваххаб (ваххабиты), Насируддин аль-Альбани и идеологи ассоциации «Братья-мусульмане».
Британский писатель Шираз Махер, автор книги «Салафитский джихадизм: история идеи», прослеживает истоки этого конкретного течения до Ибн Таймии и теолога XVIII века Мухаммада ибн Абд аль-Ваххаба.  
В западной литературе для характеристики идеологии салафитов используются термины «традиционализм», «фундаментализм», «ваххабизм». Их также называют «мусульманскими пуританами».
Салафитский джихадизм, является религиозно-политической суннитской джихадисткой идеологией, которая стремится установить всемирный халифат посредством вооруженного джихада. В более узком смысле джихадизм относится к вере в то, что вооруженная борьба с политическими противниками является эффективным и теологически законным методом социально-политических изменений.

## Основные догматы салафитов

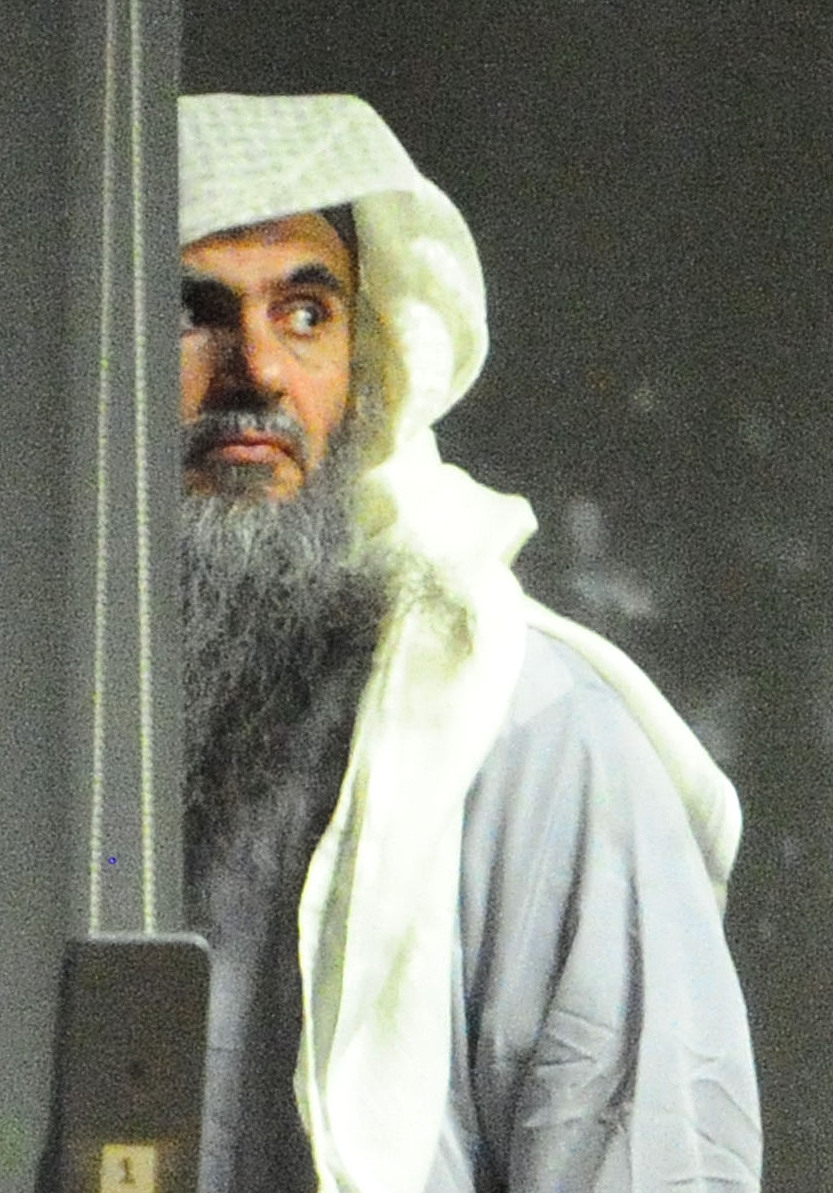
Идеолог салафитского джихадизма Абу Катада аль-Филистини

Главный догмат салафитов — вера в безусловно единого Бога (таухид). Своей основной задачей приверженцы салафизма считают борьбу за очищение ислама от различных чуждых, с их точки зрения, ему примесей, основанных на культурных, этнических или каких-то других особенностях тех или иных мусульманских народов. Они отвергают различные, с их точки зрения, нововведения (бида). Салафиты отрицают возможность «посредничества» между Аллахом и человеком. Салафиты критикуют различные религиозные практики суфизма, так как считают их несовместимыми с истинным исламом. Также салафитскому течению свойственна критика таклида — как отрицание необходимости следовать какой-либо определённой исламской школе или улему. Считается, что мусульманин не должен ограничиваться одной правовой школой, а должен стараться выбрать то мнение, которое подкреплено наиболее сильным доводом. Другая салафитская доктрина — аль-вала валь-бара, под которой подразумевается любовь к Аллаху, его посланнику и мусульманам, и, с другой стороны, дистанцирование от неверных.
Салафиты утверждают запретность паломничества к могилам святых, которое они рассматривали как поклонение мёртвым, считают нежелательным и порицаемым отмечать день рождения пророка Мухаммада. Взывание к пророку Мухаммаду или другим пророкам и праведникам ислама считается одним из проявлений ширка (многобожия).

Ни один посланник, будь то пророк Мухаммад, (ﷺ), или кто-либо из предыдущих пророков, не разрешал людям взывать к ангелам, пророкам и праведникам или просить их о заступничестве. Взывать к ним нельзя, если они уже умерли или отсутствуют рядом. <…> Так не поступали ни сподвижники, ни их верные последователи. Такое поведение не одобрял ни один из мусульманских имамов — ни четыре имама (Абу Ханифа, Малик ибн Анас, аш-Шафии и Ахмад ибн Ханбаль), ни кто-либо другой. Кроме того, ни один из имамов не говорил, что во время хаджа или в другое время мусульманам следует встать возле могилы Пророка, (ﷺ), и просить его заступиться за мусульман или помолиться за его общину.
— Ибн Таймия. Аль-Каида аль-Джалиля. — С. 19—20.
Ибн Таймия отвергал использование философских методов при интерпретации текстов религиозных откровений. Он настаивал на буквальном понимании Корана и сунны, отказываясь привлекать разум и логику в их объяснении. Салафизм отверг теории о божественных атрибутах, разработанные ашаритами и матуридитами, считая их основанными на рациональном осмыслении откровений. В этом направлении признаются все атрибуты Аллаха, как они представлены в священном писании, без аллегории.
В салафизме Коран рассматривается как вечное и несотворённое слово Аллаха. Однако в том виде, каким он известен людям, он представляет собой только часть божьего слова (калама), а не его полное предвечное проявление. Салафизм акцентирует внимание на доктрине единобожия, отвергая введение посредников, таких как священство и духовные авторитеты, в отношениях между Аллахом и людьми как отступление от принципа единобожия.
Любое политическое разделение исламской общины или гражданская война рассматриваются как раскольничество, нарушение исламского единства. Разногласия среди мусульман считаются порицаемым явлением, исключением являются второстепенные вопросы фикха, в которых могут присутствовать приемлемые разногласия между муджтахидами. Главным и единственным способом разрешения разногласий у салафитов является «возвращение» к Корану и сунне Мухаммада.

## Салафия и ваххабизм
Часть последователей салафизма иногда называют также ваххабитами, но сами салафиты обычно считают такое название некорректным и дерогативным.
Термины «салафизм» и «ваххабизм» часто употребляются как взаимозаменяемые.

## История

### Прото-салафизм (Ахль аль-хадис ранних Асаритов)
История салафизма начинается с асаритских (буквалистких) взглядов Ахмада ибн Ханбаля и ибн Таймия. Они были прото-салафитами, так как салафизм как секта еще не была оформлена.
Термин «салафия» как имя собственное и прилагательное использовался в классическую эпоху для обозначения теологической школы раннего движения Ахл аль-Хадис, среди которых выделялся Ахмад ибн Ханбаль. Трактаты средневекового прото-салафитского богослова ибн Таймийи (ум. 1328 г), сыгравшие наиболее значительную роль в формализации вероучения, социальных и политических позиций Ахл аль-Хадис; составляют наиболее широко цитируемые классические работы в салафитских семинариях .
Салафиты являются асаритами по акиде, но в большинство своем не следуют мазхабам. Салафиты противопоставляют таклид маликитской, шафиитской, ханбалитской, ханафитской или захиритской правовым школам суннитского фикха. Последователи салафитской школы называют себя как Ахль аль-Хадис.
Основные доктрины школы Ибн Таймийи, из «аль-Салафийя аль-Тарихия» («Исторический салафизм»):
- Следование к пути Салаф ас-салих

- Поддержание таухида (единства Бога) путем отказа от ширка

- Отказ от мазхабов и таклида

- Буквальное следование религиозным писаниям
- Негативное отношение к бидгату(нововведениям)

#### Мухаммад ибн Абдуль-Ваххаб
Только в наше время, со времен  Мухаммада ибн Абд аль-Ваххаба ярлык «Салафит» был применен к отдельной секте.
О ранней жизни основателя ваххабизма известно сравнительно немного. Известно, что он родился в Уяйне в 1703 году, в семье ханбалитского кади Абд-аль-Ваххаба. Рано женился (в 12 лет), после чего совершает паломничество в Мекку, а позже некоторое время проводит в Медине и Басре. Путешествия заканчиваются переселением будущего основателя течения в Хураймалу, куда бежит позже и его отец, попав в немилость к новому эмиру города Уяйне. Здесь ибн Абдульваххаб начинает активно проповедовать свои салафитские идеи, а также пишет своё теологическое сочинение Книга единобожия (араб. كتاب التوحيد‎), в которой отразились взгляды вероучителя.

#### Основание первого салафитского государства (Дирийский эмират)
В начале XVIII века в Аравии салафитская идеология Мухаммад ибн Абд аль-Ваххаб стала растространяться . Он призывал вернуться к «салафизму(саляф ас-салих)», отвергал культ святых и прочие новшества, возникшие в исламе за тысячу лет, осуждал разнообразные местные доисламские верования, все ещё широко распространенные среди бедуинов и зачастую сливавшиеся с исламом. Мухаммад ибн Абд аль-Ваххаб проповедовал в Басре, Хураймале и Уяйне, но нигде не находил понимания. Около 1744 года Ибн Абд аль-Ваххаб обосновался в Эд-Диръии, где у него было несколько последователей, включая двух братьев эмира Мухаммада ибн Сауда и его жену.
В это время Эд-Диръия была небольшим и бедным городком. Мухаммед ибн Сауд из племени аназа укрепился на эмирском троне в 1726 году после ряда междоусобиц. Очень скоро он проникся идеями Мухаммада ибн Абд аль-Ваххаба и оценил его возможности. Отрицая табакокурение, ношение шелковых одежд и проведение шумных празднеств, ваххабиты привлекали на свою сторону противников османской знати, отличавшейся невоздержанным образом жизни. А принцип единобожия, отказа от местных культов стал стержнем, вокруг которого объединились прежде разрозненные арабские племена. После прибытия в Эд-Диръию ибн Абдаль-Ваххаба эмир Мухаммад Ибн Сауд стал проводить набеги под знаменем салафитского ваххабизма, благодаря которой стал быстро набирать авторитет среди окружающих племен. На первых порах ему помогал Усман ибн Муаммар, эмир Уяйны, жалевший, что в своё время оттолкнул от себя Мухаммада ибн Абд аль-Ваххаба. Но учитель не простил Усману обиды. Того обвинили в измене (тайных сношениях с эмиром Эль-Хасы) и убили прямо во время пятничной молитвы.
В 1744 году ибн Абд аль-Ваххабом и эмиром Эд-Диръии Мухаммадом ибн Саудом было создано салафитское(ваххабитское) государство — Дирийский эмират.

#### Ваххабитская война между Османской империей и Саудитами

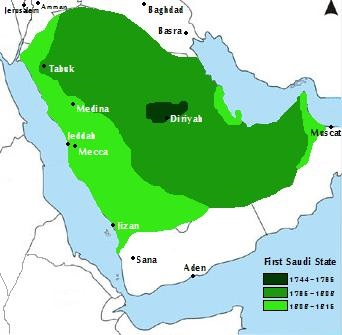
Первое салафитское государство Дирийский эмират динатии Саудитов

Ваххабитская война  (Османо-саудовская война)— вооружённый конфликт в 1811—1818 годах между Египтом (формально под властью Османской империи) во главе с албанским хедивом Мухаммедом Али-пашой и Салафитским государством Саудидов.
Причиной конфликта стало постепенное ослабление Османской империи, а также рост салафизма и антитурецких настроений среди арабов.
Салафизм в форме ваххабизма, возникший в XVIII веке как движение возврата к исконному «чистому» исламу, изначально носил антиосманский характер. Наряду с борьбой с «отступниками»-шиитами провозглашалась борьба с турецким султаном как «лжехалифом» и объединение арабских племен.
К 1780 году салафиты Дирийского эмирата взяли под контроль всю территорию Неджда. Сосредоточив в своих руках всю религиозную и светскую власть, саудовские эмиры начали экспансию в соседние территории Аравийского полуострова. Последовательно было захвачено побережье Персидского залива (Аль-Хаса), Кувейт и Бахрейн (1803) и внутренние районы Омана. В 1802 году салафиты-ваххабиты атаковали Кербелу, в 1803 году захватили Мекку, в 1804 году — Медину. К 1806 году ими был взят под контроль весь Хиджаз.
Экспансия салафизма нанесла серьёзный удар по престижу османского султана как «защитника священных городов». Кроме того, ваххабиты стали чинить препятствия совершающим хадж паломникам, нападали на караваны и начали представлять определённую угрозу для экономики Османской империи.
В этих условиях османский султан Мустафа IV, занятый в основном делами в европейской части империи, поручил в декабре 1807 года решить проблему угрозы ваххабизма силовым путём своему вассалу  Мухаммеду Али-паше Египетскому. Одновременно, поражение египетской армии также было выгодно османским властям, опасавшимся усиления амбициозного Али-паши.

## Известные идеологи и приверженцы

### Ранние идеологи салафизма

Салафитский идеолог и хадисовед Аль-Альбани.

Ранние идеологи салафизма — это Ибн Таймия, Мухаммад ибн Абд аль-Ваххаб, Насируддин аль-Альбани. 

### Современные идеологи салафизма (XX и XXI век)
Современные известные приверженцы салафизма — это Усама бен Ладен, Абу Бакр аль-Багдади, Шамиль Басаев, ветераны афганского салафитского джихада, палестинец Абу Катада, Абдулла Аззам, египтянин Мустафа Камель, известный как Абу Хамза аль-Масри.

### Усама бен Ладен
Самым известным лидером салафитских джихадистов был Усама бен Ладен. Саудовские проповедники-диссиденты Салман аль-Ауда и Сафар аль-Хавали пользовались большим уважением в этой школе. Лидер «Аль-Каиды» Айман аз-Завахири хвалил Сайида Кутба, заявив, что призыв Кутба стал идеологическим вдохновением для современного движения салафитов-джихадистов.

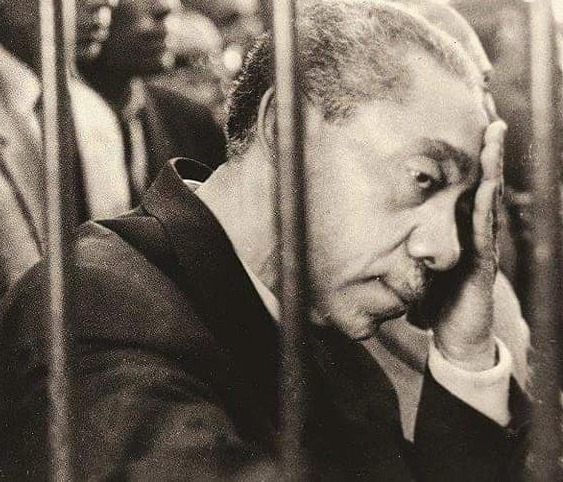
Саид Кутб, один из идеологов салафизма и салафитского джихадизма

### Салафитский джихадизм Саида Кутба
Влияние Саида Кутба, египетского идеолога движения «Братья-мусульмане» на салафитский джихадизм, имело определяющее значение.
Саид Кутб углубил и развил салафитскую идеологию. Он пошел дальше своих предшественников, когда настаивал на джихаде для установления настоящего шариатского государства. В 1950-х годах он разработал «интеллектуальные основы» того, что впоследствии стало доктриной большинства салафитских джихадистских организаций по всему миру, включая «Аль-Каиду» и ИГИЛ. Брат Сайида Кутба, Мухаммад Кутб, был одним из преподавателей салафита Усамы бен Ладена в университете.
Сайида Кутба называют «философом Аль-Каиды». Айман аз-Завахири, также салафитский джихадист, который был вторым человеком в команде и одним из основателей «Аль-Каиды», называл Кутба «самым выдающимся теоретиком фундаменталистских движений».
Доктрина кутбизма в интерпретации ислама подчеркивает, что светские, неверные мусульманские лидеры и население склонны подражать западному образу жизни, и что прежде чем наступит какое-либо процветание, мусульманский мир должен вернуться к законам шариата эпохи халифата вместо «законов, созданных людьми». Он выступил с идеологическими и религиозными дебатами, заявив, что насильственные методы оправданы в соответствии с исламским законом ради такой великой цели, как возвращение «дней славы» Исламского государства, и эти методы часто ведут к победоносной насильственной священной войне (джихаду) против Запада.
29 августа 1966 года Сайид Кутб был казнен через повешение режимом египетского президента Гамаля Абдель Насера за его предполагаемую роль в заговоре с целью убийства президента. Это позже придало ему образ шахида (поклонники часто называли его Сайид Кутб аль-Шахид) среди сторонников, особенно потому, что суд, как утверждалось, был показательным. Кутб написал свои основные салафитские труды (комментарий к Корану «Фи зилал аль-Куран» («Под сенью Корана») и «Маалим фи-ль-Тарик» («Вехи на пути»)), находясь в заключении и предположительно подвергаясь пыткам. Это, наряду с его якобы внесудебной казнью, повысило ценность этих двух основных трудов, придав его радикальной, насильственной салафитской доктрине, изложенной в его трудах, более сильное влияние на будущие салафитские террористические организации.

### Абу Хамза аль-Масри

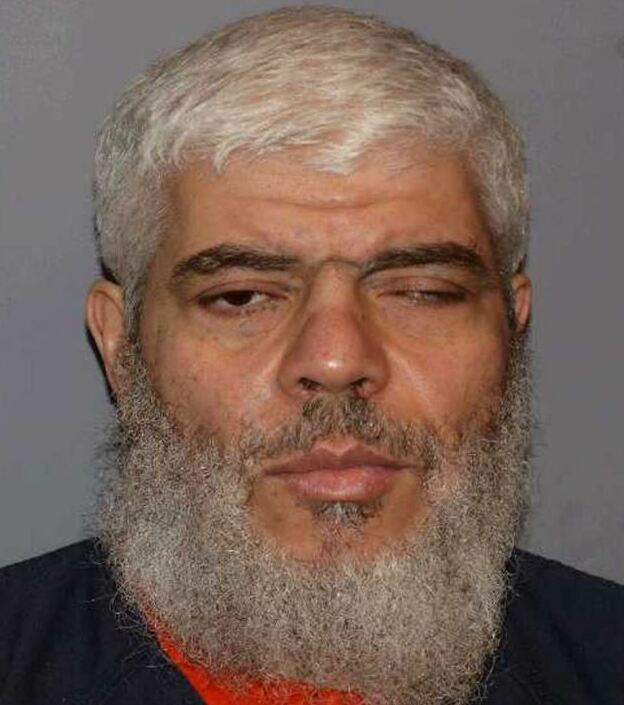
Абу Хамза аль-Масри. Салафитский джихадист и террорист

Абу Хамза аль-Масри — радикальный салафитский джихадист и террорист. В 1979 году уехал в Великобританию. В 1987 году совершил хадж, во время которого познакомился с основателем движения афганских моджахедов Абдуллой Аззамом. Отправился на войну в Афганистан, где лишился глаза и обеих рук.
В 1993 году вернулся в Великобританию. Был имамом лондонской мечети в Финсбери-Парк с 1997 года.
14 сентября 1999 года направил в редакцию газеты «Аль-Хаят» заявление, в котором выступил в поддержку взрывов жилых домов в Буйнакске и Москве. Он заявил, что эти взрывы являются «исламской местью русским за обстрелы гражданского населения в Чечне и Дагестане. Русские проводят подобную преступную политику уже многие годы, а весь мир закрывает глаза на то, как они унижают мусульман». По словам аль-Масри, «женщин и детей специально никто не убивает на войне», однако операции в России, в которых погибли женщины и дети, «являются единственной возможностью заставить неверных отказаться от их политики».
В 2004 году США направили запрос в Великобританию об экстрадиции аль-Масри. В США его считают «террористическим лидером мирового масштаба». В том же году аль-Масри был арестован на основании британского закона о борьбе с терроризмом. Ему было предъявлено обвинение в разжигании ненависти и подстрекательстве к убийству.
7 февраля 2006 года аль-Масри был признан виновным в пропаганде терроризма и насилия, подстрекательстве к убийству иноверцев, разжигании расовой ненависти и хранении литературы экстремистского содержания, но вместо ожидаемого пожизненного заключения приговорён всего к 7 годам лишения свободы.
В 2012 году Европейский суд по правам человека в Страсбурге разрешил экстрадицию в США аль-Масри и ещё четырёх обвиняемых в терроризме. Абу Хамза аль-Масри был экстрадирован в США 5 октября 2012 года.

### Работа Аль-Масри на британскую контрразведку MI5
В ходе судебного процесса 7 мая 2014 года выяснилось, что Абу Хамза аль Масри работал на британскую контрразведку.
В январе 2015 года стало известно, что Абу Хамза приговорён к пожизненному лишению свободы.

### Абу Бакр аль-Багдади
Абу Бакр аль-Багдади — салафитский джихадист и лидер салафитской террористической группировки «ИГИЛ»

### Другие салафитские идеологи
Другие ведущие фигуры в салафитском джихадистском движении включают Анвара аль-Авлаки, бывшего лидера «Аль-Каиды» на Аравийском полуострове (АКАП); Абу Бакар Башир, лидер запрещенной индонезийской боевой группировки (Джемаа Исламия); Насир аль-Фахд, саудовский салафитско-джихадистский ученый, выступающий против саудовского государства и, как сообщается, присягнувший на верность ИГИЛ.
Мохаммед Юсуф, основатель нигерийской салафитской группировки «Боко харам»; Омар Бакри Мухаммад, и другие также являются приверженцами салафизма.

### Увеличение численности салафитов
По словам Брюса Ливси, на 2005 год салафитские джихадисты распространяли своё влияние в Европе, предприняв более 30 попыток террористических атак в странах ЕС с сентября 2001 года по начало 2005 года.

## Распространение и финансирование салафизма
Распространение салафизма происходит во многих странах мира и обусловлено активными проповедническими мероприятиями и материальной поддержке течения.

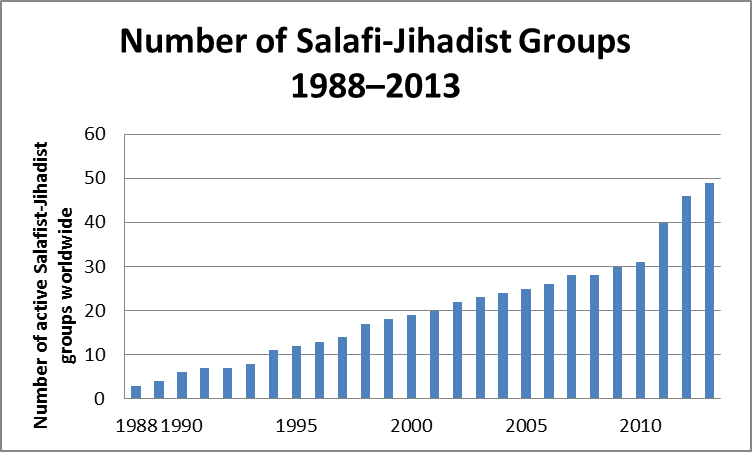
(Данные из книги «Постоянная угроза. Эволюция „Аль-Каиды“ и других салафитских джихадистов», Сет Г. Джонс, 2014 г., рисунок 3.1)

Начиная с середины 1970-х и 1980-х годов (и, по-видимому, ослабевая после 2017 года), салафизм и ваххабизм — поддерживаемый Королевством Саудовская Аравия и Катаром — достигли «выдающейся позиции силы в глобальном выражении салафитского ислама». Дэвид А. Каплан описывает её как «затмившую пропагандистские усилия Советов в разгар холодной войны» и финансируемую за счет экспорта нефти.
Исламский университет Медины был создан в качестве альтернативы университету Аль-Азхар в Каире, который в 1961 году, когда был основан салафитский университет, находился под контролем Насера. Салафитский исламский университет Медины был предназначен для обучения студентов со всего мира, и в конечном счёте 85 % его студентов не были гражданами Саудовской Аравии, что сделало его важным инструментом для распространения салафизма на международном уровне.
С 1981 по 2006 год, по оценкам, салафитами-террористами (обычно джихадистами, такими как «Аль-Каида») было совершено около 700 террористических атак за пределами зон боевых действий, в результате которых погибло около 7000 человек. Вопрос о том, существует ли связь между ваххабизмом (салафизмом) и Саудовской Аравией с одной стороны, и джихадистами-салафитами с другой, является спорным. Обвинения в связях Саудовской Аравии с терроризмом «были предметом многих лет» расследований и яростных дебатов правительства США. Ваххабизм (салафизм) называют «источником экстремизма, который поощряет и узаконивает» насилие против мирных жителей (Юсаф Батт).
В период с середины 1970-х по 2002 год салафитская Саудовская Аравия выделила более 70 миллиардов долларов на «помощь зарубежному развитию», причем подавляющее большинство этой помощи было религиозной, в частности, распространение и расширение влияния салафизма за счет других форм ислама. Есть разные мнения по поводу того, разжигают ли саудовская помощь и салафитская идеология джихадизм в странах-получателях.
Два основных способа, посредством которых салафизм и его финансирование предположительно связаны с террористическими атаками, — это:
1) салафитская доктрина аль-вала валь-бара
2) финансирование салафитского терроризма.
Американское правительство и СМИ обвинили правительство Саудовской Аравии в поддержке джихадистов и терпимости к джихадистской культуре, отметив, что Усама бен Ладен и пятнадцать из девятнадцати угонщиков самолётов 11 сентября были из салафитской Саудовской Аравии.

В 2002 году в отчете Целевой группы по борьбе с финансированием терроризма Совета по международным отношениям было установлено, что:
«В течение многих лет частные лица, базирующиеся в Саудовской Аравии, были важнейшим источником финансирования для Аль-Каиды. И в течение многих лет саудовские чиновники закрывали глаза на эту проблему».
В дипломатических телеграммах США, опубликованных WikiLeaks в 2010 году, содержатся жалобы на финансирование салафитских экстремистов со стороны правительства Катара и Саудовской Аравии.

Согласно сообщению Госдепартамента США от 2009 года, сделанному тогдашним госсекретарем США Хиллари Клинтон, «доноры в Саудовской Аравии являются наиболее значительным источником финансирования суннитских террористических группировок по всему миру» — террористических группировок, таких как «Аль-Каида», афганский «Талибан» и «Лашкар-е-Тайба» в Южной Азии. 
«Саудовская Аравия остается важнейшей финансовой базой поддержки салафитского и деобандийского терроризма». 
Утверждается, что некоторые благотворительные организации служат прикрытием для отмывания денег и финансирования терроризма, и что некоторые саудовцы «прекрасно знают, на какие террористические цели будут направлены их деньги».

### Аль-Каида и салафитский терроризм
Ф. Грегори Гаузе III Ролана Жаккара, Рохана Гунаратна, Стивена Шварца считают, что существует связь между салафизмом, салафитским джихадизмом и «Аль-Каидой».

Американский ученый Фарах Пандит (старший научный сотрудник Совета по международным отношениям), которая «посетила 80 стран в период с 2009 по 2014 год в качестве первого специального представителя США в мусульманских общинах» считает:
Влияние салафитов продолжает создавать идеологическую «нарративную базу», способствующую экстремистскому насилию (если не конкретно «Аль-Каиде»)
По словам полковника армии США Томаса Ф. Линча III, салафитские джихадисты совершили около 700 террористических атак, в результате которых погибло около 7000 человек. Тем временем шиитские экстремисты совершили 158 террористических атак, в результате которых погибло около 3000 человек, в период с 1981 по 2006 год
Исследователь Дор Голд отмечает, что Усама бен Ладен не только получил салафитское образование, но и, помимо прочих уничижительных высказываний, обвинял свою цель — США — в том, что они являются «Хубалом века», нуждающимся в уничтожении. Фокус на Хубале, каменном идоле седьмого века, следует за салафитским акцентом на важности необходимости уничтожения всех идолов.

### ИГИЛ и салафитский джихадизм
Группировка «ИГИЛ» в Ираке и Сирии, которую изначально возглавлял аль-Багдади, считается более жестокой, чем «Аль-Каида», и более тесно связанной с ваххабизмом, наряду с салафизмом и салафитским джихадизмом. По словам корреспондента The New York Times Дэвида Д. Киркпатрика, руководство «ИГИЛ» публично заявляет о своей приверженности салафитскому (ваххабитскому) движению в своих «руководящих принципах». Он сообщил, что ИГИЛ распространяло фотографии саудовской религиозной программы.

### Увеличение численности салафитских террористических группировок
Жиль Кепель пишет, что приверженцы течения салафизм, с которыми он столкнулся в Европе в 1980-х годах, были «совершенно аполитичны». Однако к середине 1990-х годов он встретил некоторых людей, которые считали, что салафитский джихадизм в форме «насилия и терроризма» был «оправдан для достижения их политических целей». Смешение многих салафитов, отчужденных от основного европейского общества, с воинствующими салафитскими джихадистами создало «гремучую смесь».
В 1990-х годах боевики из «Аль-Джамаа аль-Исламия» принимали активное участие в террористических атаках на полицию, чиновников и иностранных туристов в Египте, а «Вооруженная исламская группа Алжира» была основной салафитской группировкой в гражданской войне в Алжире.
В Афганистане талибы были приверженцами деобандийской, а не салафитской школы ислама, но они тесно сотрудничали с салафитом Усама бен Ладеном и различными лидерами салафитов-джихадистов.
В своем исследовании Сет Джонс из Rand Corporation обнаружил, что численность и активность салафитов-джихадистов возросли с 2007 по 2013 год. Согласно его исследованию:
- Число салафитских джихадистских группировок увеличилось более чем на 50 % с 2010 по 2013 год, используя Ливию и некоторые районы Сирии в качестве убежища.
- Число салафитских джихадистов «более чем удвоилось с 2010 по 2013 год» по самым низким и самым высоким оценкам. Война в Сирии была самым важным объектом притяжения для бойцов-салафитов-джихадистов.
- Атаки и теракты салафитских джихадистских группировок, связанных с «Аль-Каидой» («Исламское государство Ирака и Леванта», «Аш-Шабааб», «Джабхат ан-Нусра» и «Аль-Каида на Аравийском полуострове»)
- Несмотря на традиционную направленность салафитской террористической группировки «Аль-Каида» на «дальнего врага» (США и Европу), примерно 99 % атак «Аль-Каиды» и её филиалов в 2013 году были направлены против целей «ближнего врага» (в Северной Африке, в арабских странах, в Передней Азии и в других регионах за пределами Запада)[106].

Самой крупной салафитской террористической операцией на 2003 год считались теракты 11 сентября против Соединённых Штатов, совершенные салафитской группировкой «Аль-Каида» в 2001 году.

## По регионам и странам

### В Катаре

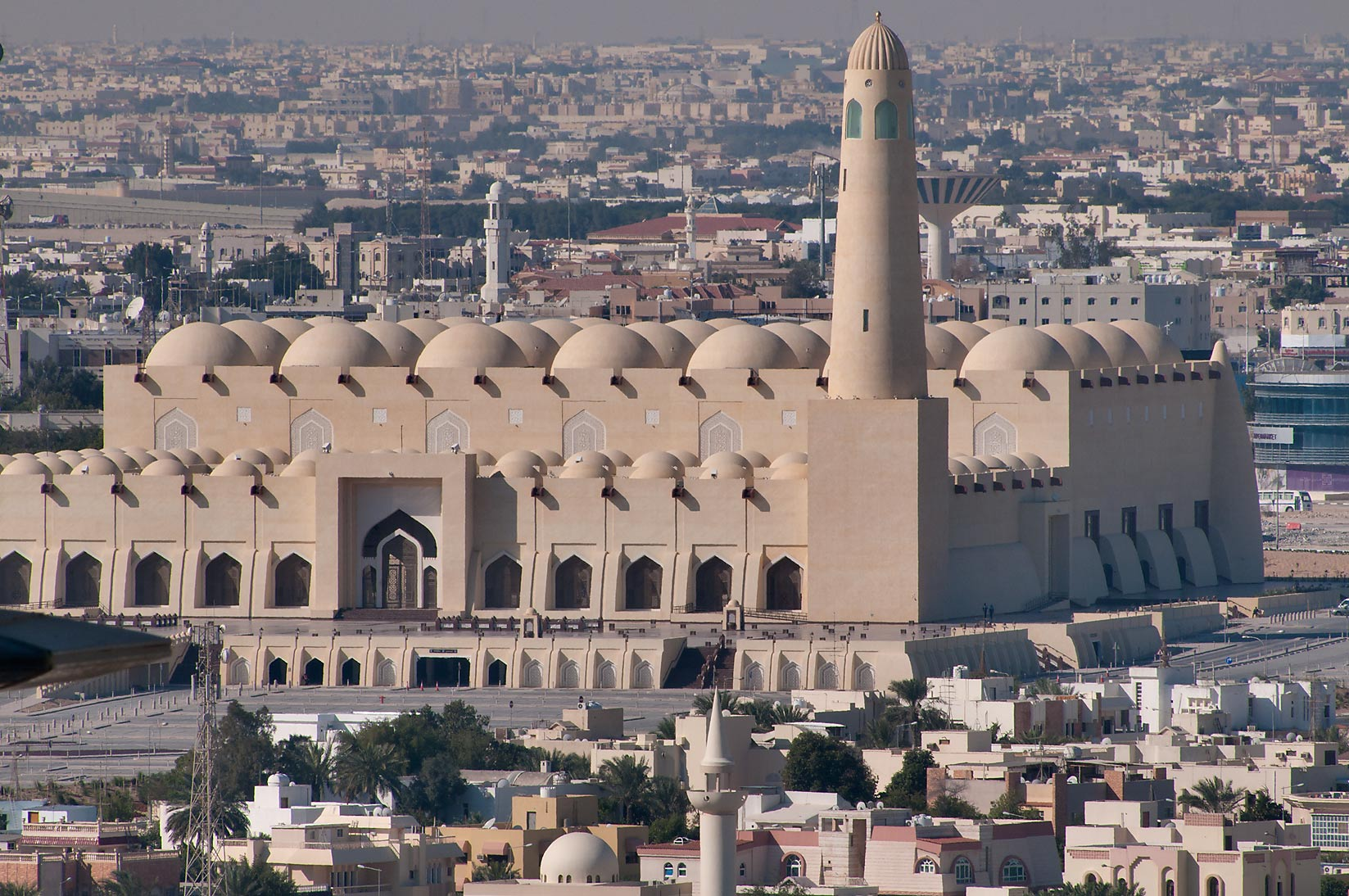
Салафитская(ваххабитская) мечеть имени ибн Абд аль-Ваххаба

Салафизм — это течение большинства жителей Катара. Правительства ОАЭ, Кувейта, Катара поддерживали консервативные салафитские движения, включая салафитские джихадистские группировки.
По данным журнала The Atlantic, «военная и экономическая щедрость Катара нашла свое применение» к группировке «Аль-Каиды», действующей в Сирии, «Джебхат ан-Нусра». Согласно секретному меморандуму, подписанному Хиллари Клинтон и опубликованному Wikileaks, у Катара наихудший послужной список сотрудничества с США в борьбе с терроризмом. В марте 2022 года в ходе Четвёртого стратегического диалога высокого уровня между Государством Катар и Контртеррористическим управлением ООН (КТУ ООН) обсуждались стратегические приоритеты и сотрудничество в целях эффективной поддержки со стороны Организации Объединённых Наций государств-членов в борьбе с терроризмом. Катар является вторым по величине донором Целевого фонда Организации Объединённых Наций по борьбе с терроризмом из 35 других доноров. По словам журналиста Оуэна Джонса, «влиятельные частные» граждане Катара «безусловно» финансируют самопровозглашенное «ИГИЛ», а «богатые кувейтцы» финансируют группировки как «Джабхат ан-Нусры» в Сирии. В Кувейте «Общество возрождения исламского наследия» финансирует салафитскую группировку «Аль-Каиду», согласно данным Министерства финансов США. По словам Кристиана Коутса Ульрихсена (ассоциированного научного сотрудника Chatham House), «высокопоставленные кувейтские священнослужители совершенно открыто поддерживали такие салафитские группировки, как „ан-Нусра“, используя телепрограммы в Кувейте, чтобы демонстрировать это».
В 2017 году обострилась напряженность между тремя салафитскими государствами: Саудовской Аравией/ОАЭ и Катаром, связанная с тем, каким образом и среди каких групп распространяется «Салафизм».
Катар поддерживал салафитскую политическую партию «Братьев-мусульман» в Египте даже после свержения режима Мохамеда Мурси в 2013 году, а правитель Катара шейх Тамим бин Хамад Аль Тани осудил отстранение Мурси от должности. В июне 2016 года Мурси был приговорен к пожизненному заключению за передачу государственных секретов салафитскому (ваххабитскому) Катару.
Правительство Катара поддерживало салафитские группировки в Ливии, Сирии и Йемене. В частности, в Ливии Катар поддержал салафитское правительство, созданное в Триполи. Во время революции 2011 года, в результате которой был свергнут президент Муаммар Каддафи, Катар предоставил «десятки миллионов долларов в виде помощи, военной подготовки и более 20 000 тонн оружия» повстанцам, выступавшим против Каддафи, и салафитским джихадистким ополченцам в частности. Поток оружия не был остановлен после свержения правительства Каддафи. Катар поддержал священнослужителя Али аль-Саллаби, лидера салафитского ополчения «Катиба 17 февраля» Исмаила аль-Саллаби и лидера Военного совета Триполи Абделя Хакима Бельхаджа.
ХАМАС в Палестине получил значительную финансовую поддержку. Катар принимает политиков ХАМАС с 2012 года. Главари ХАМАС встречалось с международными делегациями на территории Катара. Совсем недавно Катар обвинялся в оказании материальной и финансовой поддержки операциям ХАМАС под видом помощи в восстановлении Газы. (Политбюро ХАМАС утверждает, что большая часть поддержки Катара была собрана через благотворительные организации и народные комитеты.)

### В Дагестане
В Дагестане первая салафитская община была организована Багаутдином Кебедовым в 1989 году в городе Кизилюрт. В начале 1990-х годов между местными приверженцами салафизма и их ашаритско-суфийскими противниками происходило активное идеологическое противостояние. Религиозно-политическая обстановка в регионе стала обостряться после начала первой и второй войн в соседней Чечне, в ходе которых община Кебедова поддерживала чеченцев и призвала их в Дагестан в 1999 году, что привело к масштабным боевым действиям в Республике. В результате салафитская община была криминализирована, это переросло в продолжительную подпольную террористическую деятельность отдельных мелких групп.

### В Казахстане
Термин «салафиты» в современном Казахстане считается очень расплывчатым, и так себя может назвать практически кто угодно. Из-за этого для властных органов является затруднительным запретить столь трудно определимое течение.
В Казахстане, помимо названия «салафия» (каз. сәләфилік, сәләфия), в отношении салафитов широко применяются термины «ваххабизм» (каз. уахабилік, уаһһабизм) и «ваххабиты» (каз. уахабилер, уахабистер, вахабистер, уаһһабшылар и др. варианты). «Ваххабитами» в Средней Азии называют любое исламское радикальное течение. Разделение же между «салафитами» и «ваххабитами», по мнению казахстанского исследователя Кадыржана Смагулова, является искусственным, так как все они считают себя приверженцами так называемой «чистой веры» — чистого ислама без местной специфики.
Салафизм как движение в Казахстане зародилось в начале 1990-х годов после принятия закона «О свободе вероисповедания и религиозных объединениях». Также на распространение салафии повлияла казахстанская молодёжь, получившая религиозное образование за рубежом.
По свидетельству бывшего главного имама Мангистауской области Дуйсена Хасниязова, первые салафиты появились в этой области в 1994 году. В 1994—2006 годах салафия получила наибольшее распространение в Мангистауской, Атырауской и Актюбинской областях. Именно западные регионы страны считаются наиболее подверженными влиянию салафизма. По мнению Серика Караманова (прокурор ЗКО в 2012—2016 годах), это обусловлено близким расположением Западного Казахстана к кавказским регионам Российской Федерации и развитой трудовой миграцией в связи с добычей нефти и газа.
Из-за неприятия приверженцами салафизма официального духовенства в лице Духовного управления мусульман Казахстана продолжается открытый конфликт между ДУМК и силовыми органами — с одной стороны и салафитами — с другой.
Начиная с конца 1999 года казахстанские власти начали преследование членов салафитских групп. В последующие годы стали известны случаи незаконного содержания под стражей, преследования и физического насилия над салафитами.
В 2016 году, спустя несколько дней после теракта в казахстанском городе Актобе, глава Казахстана Нурсултан Назарбаев выступил с заявлением по этому поводу, где сделал акцент на принадлежности террористов к салафитскому течению. После теракта в Алма-Ате в июле того же года, террорист был назван приверженцем салафизма, хотя до этого официальные власти предпочитали причислять террористов к неопределённым «радикальным течениям». После этих инцидентов вновь была поднята тема законодательного запрета салафизма на территории Казахстана. Комитет по делам религий Министерства культуры и спорта РК не исключил, что салафизм может постичь судьба таких запрещённых в стране организаций, как «Хизб ут-Тахрир», «Джамаат Таблиг» и «ат-Такфир ва-ль-Хиджра».
В 2017 году заместитель председателя Комитета национальной безопасности Нургали Билисбеков на заседании Правительства назвал салафитов «основой для формирования новых радикальных групп» и «социальной базой для распространения экстремистской идеологии». По его словам, за годы реализации программы по противодействию религиозному экстремизму и терроризму адресной профилактикой охвачено 90,7 % последователей «нетрадиционных религиозных течений», 70 салафитских лидеров и активистов были склонены к «лояльному отношению к ценностям казахстанского общества».

### В Таджикистане
Течение «Салафизм» имеет распространение на территории Исфаринского района Согдийской области (руководители — Бобоев Аваз (мулло Авазулло) и Жамолов Шахриер), лидером экстремистской ячейки является житель города Душанбе Мирхонов Кодирали («Мулло Кодирали»). Деятельностью «салафитов» руководил гражданин Республики Таджикистан А.Хусейнов находившийся в Йемене («ходжи Абдулло).  
В начале марта 2017 года, только в городе Курган-Тюбе сотрудниками УМВД Хатлонской области были задержаны 17 членов течения «Салафизм», которые пытались ввезти литературу экстремистского характера из Афганистана. По данным 6 апреля 2017 года, в столичном районе Фирдоуси оперативники ГКНБ Таджикистана задержали 13 членов течения «Салафизм», среди которых есть сотрудники паспортного стола, одного из столичных районов . 
Верховный суд Таджикистана включил движение «Салафия (салафизм)» в список экстремистских организаций, её деятельность в Республике Таджикистан объявлена незаконной. Решением Верховного суда юридически оформлен запрет на ввоз и распространение литературы и других материалов, пропагандирующих идеи салафитских террористов, ограничен доступ к сайту салафитов.
Как пояснили в генпрокуратуре, «все причастные к этому экстремистскому движению будут преследоваться в уголовном порядке по статье 307 Уголовного кодекса республики, предусматривающей ответственность за призывы к насильственному изменению конституционного строя или покушению на территориальную целостность страны».
В генпрокуратуре Таджикистана подчеркнули, что «Салафия (салафизм)» — фундаменталистская секта в исламе, последователи которой выступают против внесения в ислам элементов других религий и философских течений.

### Франция
Во Франции в 2015 году полиция заявила, что «салафизм» представлен в 90 из 2500 исследованных религиозных общин, что вдвое больше, чем пять лет назад. В ноябре и декабре 2016 года власти закрыли четыре салафитские мечети в Эквильи, мечеть Эль-Ислах в Вилье-сюр-Марн и две в Сен-Сен-Дени (Клиши-су-Буа и Стэн).
В декабре 2017 года мечеть салафитов-джихадистов в Марселе была закрыта властями за проповеди о жестоком салафитском джихаде. В августе 2018 года, после того как Европейский суд по правам человека одобрил это решение, французские власти депортировали салафитско-джихадистского проповедника Эльхади Дуди на его родину в Алжир из-за его радикальных посланий, которые он распространял в Марселе.

### Германия
По данным Deutsche Welle, «Салафизм» — это растущее движение в Германии, чья цель — создание халифата — несовместима с западной демократией.
По данным Федерального агентства по гражданскому образованию Германии, почти все исламские террористы являются «салафитами», но не все салафиты являются террористами.
Призыв к созданию религиозного государства в форме халифата означает, что салафиты отвергают верховенство закона и суверенитет народной власти . Салафитский взгляд на гендер и общество приводит к дискриминации и подчинению женщин.
По оценкам немецкой службы внутренней разведки, число членов организации выросло с 3800 в 2011 году до 7500 в 2015 году. В Германии большая часть вербовки в движение осуществляется через Интернет, а также на улицах, пропагандистская кампания, которая в основном привлекает молодежь. Существует два идеологических лагеря: один из них пропагандирует салафитский активизм и направляет свои усилия по вербовке на немусульман и мусульман-несалафитов, чтобы получить влияние в обществе. Другое и меньшинство движения, джихадистский салафизм, выступает за обретение влияния путем применения насилия. Почти все выявленные террористические ячейки в Германии вышли из салафитских кругов.
В 2015 году Зигмар Габриэль, вице-канцлер Германии, выступил с заявлением: «Нам нужна Саудовская Аравия для разрешения региональных конфликтов, но в то же время мы должны ясно дать понять, что время отворачиваться прошло. Ваххабитские мечети по всему миру финансируются Саудовской Аравией. В Германии многие опасные салафиты происходят из этих общин» В ноябре 2016 года были проведены общенациональные рейды на салафитскую террористическую организацию Die Wahre Religion.
По данным Федерального ведомства по защите конституции в Кельне, число салафитов в Германии выросло с 9700 в декабре 2016 года до 10 800 в декабре 2017 года. В дополнение к росту, салафитское движение в Германии становилось все более раздробленным, что затрудняло контроль за ним со стороны властей. По данным офиса, уличные распространения Корана стали происходить реже, что было расценено как успех властей. Радикализация изменила характер: если раньше она происходила в мечетях и межрегиональных салафитских организациях, то теперь она чаще происходит в небольших кругах, которые все чаще формируются в Интернете. Дальнейшим развитием событий стал рост участия женщин. По данным FFGI Франкфуртского университета имени Гёте, ваххабистская идеология распространяется в Германии, как и в других европейских странах, в основном через ряд неформальных, личных и организационных сетей, в которых активно участвуют организации, тесно связанные с правительством Саудовской Аравии, такие как Всемирная мусульманская лига (WML) и Всемирная ассоциация мусульманской молодежи.
В феврале 2017 года немецкая салафитская мечетная организация Berliner Fussilet-Moscheeverein была запрещена властями. Говорят, что среди посетителей был Анис Амри, совершивший теракт с использованием грузовика в Берлине в 2016 году. В марте 2017 года немецкая «салафитская» общественная организация Deutschsprachige Islamkreis Hildesheim также была запрещена после того, как следователи обнаружили, что её члены готовились отправиться в зону конфликта в Сирии, чтобы сражаться на стороне «Исламского государства». По данным Федерального агентства по гражданскому образованию, эти примеры показывают, что некоторые салафитские мечети не только занимаются религиозными вопросами, но и готовят тяжкие преступления и террористическую деятельность.

### Швеция
Представители мечети в Евле пропагандируют этот вариант ислама, который в Швеции считается крайним. По словам исследователя Аже Карлбома из Университета Мальмё, организацией, стоящей за миссионерской работой, является Шведский объединённый центр призыва, сокращенно SUDC. Исследователь религиозной истории Стокгольмского университета характеризует SUDC как салафитскую группу, имеющую много связей с британским мусульманином Абдуром Рахимом Грином. По словам профессора Мохаммеда Фазлхашеми, салафиты-джихадисты выступают против рациональной теологии и больше всего ненавидят мусульман-шиитов.
В Хесслехольме Ljusets moské (в переводе «мечеть света») распространяет идеологию салафитов и изображает мусульман-шиитов в социальных сетях как вероотступников и предателей, в то время как зверства «Исламского государства» никогда не упоминаются. В 2009 году имам мечети Абу аль-Харет был приговорен к шести годам тюремного заключения за покушение на убийство местного мусульманина-шиита из Ирака, а другой член поджег шиитскую мечеть в Мальмё. В 2017 году шведская полиция безопасности сообщила, что число джихадистов в Швеции возросло до тысяч с примерно 200 в 2010 году. На основе анализа социальных сетей в 2013 году был отмечен рост. По данным полиции Швеции, салафиты-джихадисты оказывают влияние на общины, в которых они действуют.
По словам Анаса Халифа, движение салафитов присутствует почти в каждой крупной мечети Швеции «в той или иной форме».

### Великобритания
В отчете говорится, что страны Ближнего Востока оказывают финансовую поддержку мечетям и исламским образовательным учреждениям, которые связаны с распространением «салафитско-джихадистских» материалов, разоблачающих «нелиберальную, фанатичную» идеологию.

## Салафитский терроризм

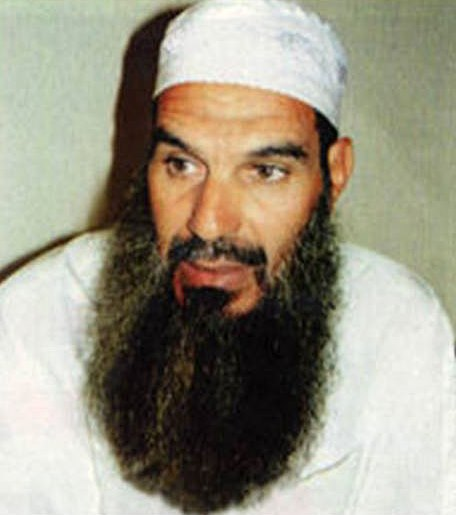
Мухаммед Физази. Идеолог террористической организации Салафия Джихадия".

Салафитский джихадизм — это суннитская идеология, которая стремится установить всемирный халифат, путем ведения борьбы и войны против немусульман и оправданием насильственного свержения местных мусульманских правительств как «ближнего врага» с целью установления законов шариата. Джихадисты салафизма интерпретируют исламские священные писания «в их самом буквальном смысле», что, по утверждению её приверженцев, приведёт к возвращению к истинному исламу.
Первоначально термин «салафиты-джихадисты» был использован французским политологом Жилем Кепелем для обозначения иностранных добровольцев, которые приехали со всего мира, чтобы сражаться за ислам против марксистских сил в Афганистане и потеряли американо-саудовское финансирование и интерес после вывода советских войск, но хотели продолжить джихад в других местах.
Жиль Кепель называет «салафитскими джихадистскими организациями» «Аль-Каиду», «Вооружённую исламскую группу», «Аль-Гамаа аль-исламийя» и другие. 

### Салафия Джихадия
Салафия Джихадия — это салафитская джихадистская организация, которая была активна в Марокко и Испании. Имела связи с «Аль-Каидой» и Марокканской исламской боевой группой.
Группировка стала широко известной после теракта в Касабланке в 2003 году, когда 12 террористов-смертников убили 33 человек, а 100 были ранены.

## Призывы законодательно запретить салафизм

### Конференция в Грозном с призывом запретить салафизм
Конференция в чеченской столице, городе Грозном, была созвана для обсуждения злоупотребления исламскими идеями с целью распространения экстремизма и установления критериев определения истинных последователей сунны (ахли сунна валь джамаа). Собрание ученых издало фетву, в которой заявлялось, что только те, кто придерживается калама (матуридиты и ашариты), принадлежит к четырём мазхабам и следует пути морального самосовершенствования, пропагандируемому выдающимися учителями, прежде всего суфийскими наставниками, являются истинными верующими. Конференция, посвященная 65-летию Ахмада-хаджи Кадырова.
Конференция была призвана определить, что такое истинный Ислам, чтобы люди не сбивались с толку, чтобы оградить их от заблуждений.С.Межиев
Фетва охарактеризовала «секту салафитов» как «опасную и ошибочную современную секту», наряду с салафитскими джихадистскими организациями, такими как «Аль-Каида» и «Хизб ут-Тахрир».
Конференция также издала 2 дополнительных документа. В первом из них она призвала президента Владимира Путина запретить течение «салафизм» на территории Российской Федерации .

### Призывы запретить салафизм в Казахстане
В 2017 г. аким Актюбинской области Бердыбек Сапарбаев предложил официально запретить в Казахстане салафизм и изымать из обращения литературу с пропагандой салафитской идеологии.
Для борьбы с салафизмом казахстанские власти закрывают центры, где проповедовали салафиты (например, Саудовский культурный центр в Алма-Ате). С помощью богословов и психологов на призывных пунктах выявляют новобранцев, подвергшихся влиянию салафизма, осуществляют мониторинг более 10 тысяч веб-сайтов на содержание экстремистского характера и блокируют доступ к более сотни таких сайтов в Интернете. В 2007 г. сотрудники ДКНБ Карагандинской области задержали 4 приверженцев салафизма, которые на криминальной деятельности собирались зарабатывать деньги для проведения джихада. Но несмотря на всё это, официального запрета на деятельность салафитов нет, как и нет жёсткого контроля над салафизмом, как в Узбекистане и Таджикистане.
Духовное управление мусульман Казахстана не раз призывало к запрету салафизма на территории Казахстана. ДУМК инициировало внесение поправок в закон «О религии», чтобы запретить все исламские течения в Казахстане, кроме ханафитского мазхаба.

### Официальный законодательный запрет салафизма в Таджикистане
Согласно решению Верховного суда Республики Таджикистан от 8 января 2009 года, в целях обеспечения защиты основ конституционного строя, безопасности Республики Таджикистан, законных прав и интересов граждан, в целях предотвращения случаев разжигания ненависти, национального, расового, регионального, религиозного конфликта, а также унижения национального достоинства религиозная деятельность «Салафия» признана незаконной деятельностью и по состоянию на 8 декабря 2014 года религиозно-экстремистским движением, а его деятельность были запрещены на территории Республики Таджикистан. 

### Научная литература
на русском языке
- Ализаде А. А. Салафизм // Исламский энциклопедический словарь. — М. : Ансар, 2007. — ISBN 978-5-98443-025-8. (CC BY-SA 3.0)
- Васильев А. М. История Саудовской Аравии от середины 18 в. до конца 20 в.. — Москва, 1994.
- Ибрагим Т. К. и Сагадеев А. В. ас-Салафийа // Ислам: энциклопедический словарь / Отв. ред. С. М. Прозоров. — М. : Наука, ГРВЛ, 1991. — С. 204. — 315 с. — 50 000 экз. — ISBN 5-02-016941-2.
- Мантаев А. А. «Ваххабизм» и политическая ситуация в Дагестане / диссертация … кандидата политических наук : 23.00.02. — Москва, 2002. — 233 с.
- Кадыржан Смагулов. Современная религиозная ситуация в Казахстане // Центральная Азия и Кавказ. — 2011. — Т. 14, вып. 3. — С. 53—73.

на других языках
- Bonnefoy L. Salafism in Yemen: Transnationalism and Religious Identity. — Oxford University Press, 2012. — 336 p. — ISBN 9780199327669.
- Meijer R. Global Salafism: Islam's new religious movement. — Columbia University Press, 2011. — 400 p. — ISBN 9780231800389.
- Jared Reene; Scott Sanford. The fortunes of political Salafism in Gaza and Algeria (англ.). — The George Washington University, 2010. Архивировано 23 июня 2015 года.

### Исламская религиозная литература
- Ахмад ибн Ханбаль. Основы Сунны. Архивировано 25 марта 2013 года.
- Ибн Батта. аш-Шарх ва-ль-Ибана аля Усуль ас-Сунна ва-д-Дияна = الإبانة الصغرى (الشرح والإبانة على أصول أهل السنة والديانة).
- Абу Мухаммад аль-Барбахари. Шарх ас-Сунна = شرح السنة.
- аль-Хатиб аль-Багдади. Шараф Асхаб аль-хадис = شرف أصحاب الحديث.
- Абдуль-Кадир аль-Арнаут. Краткое слово о манхадже саляфов.
- Абдуль-Азиз ибн Баз. Очерк о салафитском призыве и имаме Мухаммаде ибн Абд аль-Ваххабе (ар.).

- Салафитский джихадизм: история идеи. Автор книги британский исследователь Шираз Махер
- Salafi Jihadism — An Ideological Misnomer (June 2017) Author: Sajid Shapoo (Princeton University)